# Eachtach
Eachtach (Irlande) est la fille de Diarmuid Ua Duibhne et de Grainne,.
Dans le cycle fenian, le Haut Roi Cormac mac Airt promet sa fille Grainne au vieillissant Fionn mac Cumhail, mais Grainne tombe amoureuse de Diarmuid Ua Duibhne. Les deux s'enfuient et Fionn se lance à leur poursuite. Les amoureux sont aidés le père adoptif de Diarmuid, le dieu Aengus. Finalement, Fionn fait la paix avec le couple. Des années plus tard, cependant, Fionn invite Diarmuid à une chasse au sanglier et Diarmuid est gravement blessé. L'eau bue dans les mains de Fionn a bien le pouvoir de guérir, mais quand Fionn recueille de l'eau, il la laisse délibérément passer à travers ses doigts avant de retrouver Diarmuid, qui meurt.
Dans une version du mythe, Eachtach est présente et supplie Fionn d'aider son père, mais il refuse. Pour venger la mort de son père, Eachtach réunit ses frères en une armée et harcèle Fionn pendant quatre ans jusqu'à ce qu'il soit proche de la mort à cause de ces batailles constantes. En fin de compte, Eachtach ne réussit pas à tuer Fionn.

## Postérité

### Art contemporain
- Eachtach figure parmi les 1 038 femmes référencées dans l'œuvre d’art contemporain The Dinner Party (1979) de Judy Chicago. Son nom y est associé à Boadicée[3],[4].